# マルコス・ホジェリオ・ヒッシ・ロペス
パラー（Pará）こと、マルコス・ホジェリオ・ヒッシ・ロペス（ポルトガル語: Marcos Rogério Ricci Lopes、1992年1月22日 - ）は、ブラジル・パラー州サン・ジョアン・ド・アラグアイア出身のサッカー選手。アソシアソン・ポルトゥゲーザ・ジ・デスポルトス所属。ポジションはディフェンダー。

## クラブ歴
ECサント・アンドレの下部組織出身でトップチームに昇格した。
2008年にサントスFCに移籍。
2012年に期限付き移籍でグレミオFBPAに加入すると翌2013年1月に完全移籍。
2015年1月に期限付き移籍でCRフラメンゴに加入、これはグレミオの借金返済のための期限付き移籍であった。当初は控えであったが、レオ・モウラがクラブを去ると繰り上げでスターティングメンバーになった。その後完全移籍で加入。2016年10月に彼はアラン・パトリキ、マルセロ・シリーノ、エヴェルトン、パウリーニョとともに過剰なパーティーをした所をメディアに報じられた。彼らはこのパーティーで呑んでいたビールの名前から「ボンジ・ダ・ステラ」（Bonde da Stella）と呼ばれるようになってしまい、5人全員が罰金を命じられた。なおパウリーニョに至っては翌シーズンに期限付き移籍の形で放出された。2017年5月16日に2019年12月まで契約を延長した。
2022年4月6日、ブルスケFCに移籍した。
2022年12月8日、アソシアソン・ポルトゥゲーザ・ジ・デスポルトスへの移籍が発表された。

## 個人
小さい頃からフラメンゴのサポーターであった事を公言している。

## タイトル

### クラブ
サント・アンドレ
- コパ・ド・ブラジル: 2004
- カンピオナート・パウリスタ・セリエA2: 2008

サントス
- カンピオナート・パウリスタ: 2010, 2011
- コパ・ド・ブラジル: 2010
- コパ・リベルタドーレス: 2011

フラメンゴ
- カンピオナート・カリオカ: 2017, 2019
- カンピオナート・ブラジレイロ・セリエA: 2019
- コパ・リベルタドーレス: 2019